# Ferrari 126 C3
La Ferrari 126 C3 è un'automobile monoposto sportiva di Formula 1, che gareggiò nella stagione 1983. Subentrata alla Ferrari 126 C2 dopo il Gran Premio di Gran Bretagna, fu la prima vettura del team di Maranello con telaio in fibra di carbonio e con funzioni di carrozzeria. Progettata da Harvey Postlethwaite e guidata da René Arnoux e Patrick Tambay vinse il mondiale costruttori, l'ultimo per la Ferrari prima del 1999, mentre i piloti conclusero il campionato al terzo e quarto posto.

## Sviluppo

### Novità regolamentari
La stagione 1983 vide l'introduzione di nuove norme nel regolamento di Formula 1. Le più importanti furono l'abolizione dell'effetto suolo, l'obbligo del fondo vettura piatto, dell'altezza minima dal suolo di 6cm, di una struttura deformabile anteriore davanti alla pedaliera e una riduzione della dimensione degli alettoni posteriori. Queste nuove regole segnarono il tramonto definitivo del Cosworth DFV 3 litri aspirato in quanto l'esasperazione dell'effetto suolo era l'unico modo in cui le auto che utilizzavano un motore aspirato potevano rimanere competitive anche se con qualche espediente al di fuori del regolamento. Espedienti che continuarono ad essere messi in atto dalle ultime scuderie che non potevano permettersi un motore turbo.
Il nuovo regolamento, oltre ad un conseguente aumento dei costi per quanto riguarda lo sviluppo dei motori che erano di nuovo la chiave per la competitività di una vettura, portò ad una notevole differenziazione delle vetture con conformazioni aerodinamiche diverse. C'era chi preferiva mantenere l'impostazione degli anni precedenti con pance lunghe e piatte (Renault, Lotus, Alfa Romeo) e chi, come la Ferrari, scelse di costruire vetture a "freccia" con prese d'aria basse e molto arretrate (Tyrrell, Toleman, Brabham) e i radiatori posti lateralmente. Nonostante ciò, la 126 C3 era meno estrema della Brabham BT52 e della particolarissima Toleman TG183. Tuttavia la 126 C3 corse praticamente sempre con le pance molto lunghe ed inclinate e con i radiatori piegati in avanti di 45° come la 126 C2B perché la configurazione a freccia, che sarebbe stata ripresa dalla 126 C4, creava dei problemi di raffreddamento.

### La 126 C3
Per lo sviluppo della nuova 126 C3, i tecnici Ferrari si appoggiarono al Centro Ricerche della Fiat a Orbassano e al Centro Sperimentazioni di Mirafiori dove vennero condotti dei test in galleria del vento sia su modelli in scala che non. Inoltre tutta l'attività sportiva della Scuderia venne trasferita alla Gestione Sportiva per renderla il più indipendente possibile da quella destinata alle vetture di serie.
Il telaio, per la prima volta su una Ferrari F1, aveva funzione di carrozzeria ed era costruito con materiali compositi (alluminio, Kevlar, Nomex e fibra di carbonio) in due semigusci incollati a caldo. Questi nuovi materiali, insieme a delle centine di rinforzo nei punti chiave, contribuirono ad aumentare la rigidità della vettura e i crash test evidenziarono il notevole aumento della capacità di assorbimento degli urti.
Per il resto la vettura altro non era che una 126 C2B leggermente modificata. Erano infatti identici motore (che ora erogava oltre 600 CV a 10 500 giri/min in configurazione da gara), cambio, e impianto frenate. Le sospensioni erano simili ma presentavano dei bracci più sottili per ovviare al consumo anomalo degli pneumatici anteriori. L'alettone posteriore, che in alcune occasioni presentava delle appendici laterali che permettevano di aggirare la restrizione sulle dimensioni dell'ala posteriore, era stato concepito secondo le nuove norme e limitava la perdita di aderenza dovuta all'assenza delle minigonne. Come la precedente monoposto, anche la C3 era dotata di un discusso sistema di miscelazione dell'acqua alla benzina da iniettare (per ovviare a problemi di surriscaldamento delle pareti dei cilindri). Tale sistema, derivato dalla tecnologia dei turboreattori,  fu successivamente vietato nel 1984.
In realtà la vettura alla presentazione presentava una aerodinamica delle fiancate del tipo a "freccia", ispirato alla "Brabham BT52", che vincerà il mondiale. Durante i test di Silverstone quindici giorni prima dell'esordio si evidenziarono problemi di raffreddamento motore che non erano presenti sulla 126C2/B portata come pietra di paragone. Per tale motivo fu adottata nuovamente l'aerodinamica del modello vecchio.
Nel complesso la 126 C3 si dimostrò una vettura riuscita, veloce anche a detta dei suoi piloti e capace di bissare il titolo costruttori 1982 della 126 C2.
Risultano utilizzate in gara 4 vetture (numero di telaio da 066 a 069), mentre un quinto telaio (numero 070) non fu probabilmente utilizzato
| Caratteristiche tecniche - Ferrari 126 C3               | Caratteristiche tecniche - Ferrari 126 C3                                                                                              | Caratteristiche tecniche - Ferrari 126 C3                                                                                              | Caratteristiche tecniche - Ferrari 126 C3                                                                                              | Caratteristiche tecniche - Ferrari 126 C3                                                                                              | Caratteristiche tecniche - Ferrari 126 C3                                                                                              |
| Configurazione                                          | Configurazione | Configurazione | Configurazione | Configurazione | Configurazione |
| ------------------------------------------------------- | --- | --- | --- | --- | --- |
| Carrozzeria: monoposto                                  | Carrozzeria: monoposto | Posizione motore: posteriore | Posizione motore: posteriore | Trazione: posteriore | Trazione: posteriore |
| Dimensioni e pesi                                       | | | | | |
| Ingombri (lungh.×largh.×alt. in mm): 4130 × 2110 × 1025 | Ingombri (lungh.×largh.×alt. in mm): 4130 × 2110 × 1025                                                                                | Ingombri (lungh.×largh.×alt. in mm): 4130 × 2110 × 1025                                                                                | Ingombri (lungh.×largh.×alt. in mm): 4130 × 2110 × 1025                                                                                | Diametro minimo sterzata: | Diametro minimo sterzata: |
| Interasse: 2600 mm                                      | Interasse: 2600 mm | Carreggiate: anteriore 1767 - posteriore 1666 mm                                                                                       | Carreggiate: anteriore 1767 - posteriore 1666 mm                                                                                       | Altezza minima da terra: | Altezza minima da terra: |
| Posti totali: 1                                         | Posti totali: 1 | Bagagliaio: | Bagagliaio: | Serbatoio: 220 l | Serbatoio: 220 l |
| Masse                                                   | a vuoto: 552 kg | a vuoto: 552 kg | a vuoto: 552 kg | a vuoto: 552 kg | a vuoto: 552 kg |
| Meccanica                                               | | | | | |
| Tipo motore: Ferrari tipo 021, V6 di 120°               | Tipo motore: Ferrari tipo 021, V6 di 120°                                                                                              | Tipo motore: Ferrari tipo 021, V6 di 120°                                                                                              | Cilindrata: 1.496,43 cm³ | Cilindrata: 1.496,43 cm³ | Cilindrata: 1.496,43 cm³ |
| Distribuzione: bialbero a camme in testa                | Distribuzione: bialbero a camme in testa                                                                                               | Distribuzione: bialbero a camme in testa                                                                                               | Alimentazione: iniezione indiretta Lucas, 2 turbo KKK                                                                                  | Alimentazione: iniezione indiretta Lucas, 2 turbo KKK                                                                                  | Alimentazione: iniezione indiretta Lucas, 2 turbo KKK                                                                                  |
| Prestazioni motore                                      | Potenza: oltre 600 CV a 10.500 giri/min                                                                                                | Potenza: oltre 600 CV a 10.500 giri/min                                                                                                | Potenza: oltre 600 CV a 10.500 giri/min                                                                                                | Potenza: oltre 600 CV a 10.500 giri/min                                                                                                | Potenza: oltre 600 CV a 10.500 giri/min                                                                                                |
| Accensione: singola Magneti Marelli                     | Accensione: singola Magneti Marelli | Accensione: singola Magneti Marelli | Impianto elettrico: | Impianto elettrico: | Impianto elettrico: |
| Frizione: multidisco                                    | Frizione: multidisco | Frizione: multidisco | Cambio: trasversale, in blocco col differenziale 5 rapporti + RM                                                                       | Cambio: trasversale, in blocco col differenziale 5 rapporti + RM                                                                       | Cambio: trasversale, in blocco col differenziale 5 rapporti + RM                                                                       |
| Telaio                                                  | | | | | |
| Corpo vettura                                           | monoscocca in materiali compositi | monoscocca in materiali compositi | monoscocca in materiali compositi | monoscocca in materiali compositi | monoscocca in materiali compositi |
| Sterzo                                                  | a cremagliera | a cremagliera | a cremagliera | a cremagliera | a cremagliera |
| Sospensioni                                             | anteriori: ruote idp., quadrilateri deformabili, tirante pull-rod / posteriori: ruote idp., quadrilateri deformabili, tirante pull-rod | anteriori: ruote idp., quadrilateri deformabili, tirante pull-rod / posteriori: ruote idp., quadrilateri deformabili, tirante pull-rod | anteriori: ruote idp., quadrilateri deformabili, tirante pull-rod / posteriori: ruote idp., quadrilateri deformabili, tirante pull-rod | anteriori: ruote idp., quadrilateri deformabili, tirante pull-rod / posteriori: ruote idp., quadrilateri deformabili, tirante pull-rod | anteriori: ruote idp., quadrilateri deformabili, tirante pull-rod / posteriori: ruote idp., quadrilateri deformabili, tirante pull-rod |
| Freni                                                   | anteriori: a disco autoventilanti / posteriori: a disco autoventilanti                                                                 | anteriori: a disco autoventilanti / posteriori: a disco autoventilanti                                                                 | anteriori: a disco autoventilanti / posteriori: a disco autoventilanti                                                                 | anteriori: a disco autoventilanti / posteriori: a disco autoventilanti                                                                 | anteriori: a disco autoventilanti / posteriori: a disco autoventilanti                                                                 |
| Prestazioni dichiarate                                  | | | | | |
| Velocità: 320 km/h                                      | Velocità: 320 km/h | Velocità: 320 km/h | Accelerazione: | Accelerazione: | Accelerazione: |

### Cerimonia di presentazione
La 126 C3 fu presentata il 20 giugno 1983 all'interno delle officine del reparto corse poche ore dopo essere stata assemblata per la prima volta. Oltre ai pochi giornalisti invitati erano presenti Enzo e Piero Ferrari oltre naturalmente ai due piloti e al responsabile della progettazione Mauro Forghieri. La nuova vettura stupì per la forma aerodinamica e la conformazione a freccia, infatti era stata presentata con le pance molto arretrate che poi non sarebbero mai state usate in gara per quell'anno.
Subito dopo la presentazione, Tambay effettuò 31 giri di pista a Fiorano senza riscontrare anomalie e segnando un tempo di 1'09"06, un secondo e mezzo sopra l'allora record della pista.

## Carriera agonistica
La 126 C3 fece il suo esordio al GP di Gran Bretagna dove la Ferrari portò due C3 e due C2B per poi decidere all'ultimo momento quale utilizzare. Arnoux e Tambay conquistarono i primi due posti sulla griglia con la nuova C3 ma in gara la Ferrari, che aveva optato per gli pneumatici radiali, accusò dei problemi di gomme e così Tambay finì terzo mentre Arnoux arrivò quinto.
In Germania le Ferrari monopolizzarono ancora la prima fila (Tambay 1º, Arnoux 2º) e la gara vide la vittoria di Arnoux dopo che Tambay si era ritirato per problemi al motore. Questa vittoria permise al francese di avvicinarsi ai vertici della classifica grazie anche al ritiro di Piquet e alla crisi di Prost. Le tre gare successive (Austria, Olanda e Italia) confermarono il buon momento della Ferrari e consolidarono la posizione in classifica di Arnoux grazie alla vittoria in Olanda (Tambay 2º) e i due secondi posti in Austria (Tambay ritirato per problemi all'alimentazione) e Italia (Tambay 4º). Purtroppo per i piloti del cavallino le ultime due gare furono fatali, infatti né Arnoux né Tambay ottennero punti e Arnoux vide sfumare la possibilità di lottare fino in fondo per il mondiale, poiché a pochi giri dall'inizio dell'ultimo Gran Premio della stagione ebbe una rottura del motore. Il mondiale piloti andò quindi a Piquet su Brabham ma la Ferrari poté consolarsi con la vittoria del mondiale costruttori, il secondo consecutivo.

### Il caso carburanti[3]
La stagione 1983 rimase anche celebre in negativo per il sospetto (divenuto certezza alla fine della stagione agonistica) che la Brabham utilizzasse un carburante irregolare per il suo motore BMW turbo. Fin dall'estate giravano delle voci insistenti al riguardo, ma solo dopo il Gran Premio d'Italia la FIA si decise a prelevarne un campione dalla vettura di Piquet, vincitore davanti ad un esterrefatto René Arnoux. Il francese, infatti, era rimasto stupito dalla velocità della Brabham sui rettilinei, talmente elevata che nessuno riusciva a prenderne la scia. Le analisi andarono per le lunghe e solo a fine stagione venne reso noto che la benzina utilizzata dalla Brabham aveva un numero di ottani nettamente superiore a quello consentito. Nonostante ciò non accadde nulla e Enzo Ferrari, forse appagato dal titolo costruttori, forse per non compromettere i rapporti con Ecclestone, allora patròn della Brabham, che deteneva i diritti TV della F1, non fece ricorso anche se Arnoux avrebbe potuto trarre beneficio da un'eventuale squalifica del team inglese. Secondo affermazioni giornalistiche, mai documentate,  il Drake "si accontentò" di una fantomatica lettera, con la quale Ecclestone avrebbe ammesso di aver barato e prometteva di non farlo più. Tale lettera però non venne mai pubblicata e quindi non è provata la sua esistenza.
Probabilmente anche questo fatto era da ricondurre ad un regolamento lacunoso che si prestava alle interpretazioni più fantasiose, come spesso è accaduto. Infatti, per il 1983 era misteriosamente scomparso l'aggettivo commerciale alla voce benzina e questo spinse anche alcune scuderie (minori e non) ad usare benzina di tipo aeronautico per le loro monoposto.

### Risultati completi
(Legenda) (I risultati in Grassetto indicano una pole position; i risultati in Corsivo indicano il giro più veloce in gara)
| Anno | Team                   | Motore                       | Gomme | Piloti |  |  |  |  |  |  |  |  |   |     |     |   |   |     |     | Punti | Pos. |
| ---- | ---------------------- | ---------------------------- | ----- | ------ |  |  |  |  |  |  |  |  | - | --- | --- | - | - | --- | --- | ----- | ---- |
| 1983 | Scuderia Ferrari SEFAC | Ferrari tipo 021, V6 di 120° | G     | Tambay |  |  |  |  |  |  |  |  | 3 | Rit | Rit | 2 | 4 | Rit | Rit | 89    | 1º   |
| 1983 | Scuderia Ferrari SEFAC | Ferrari tipo 021, V6 di 120° | G     | Arnoux |  |  |  |  |  |  |  |  | 5 | 1   | 2   | 1 | 2 | 9   | Rit | 89    | 1º   |